# 창조 오디션 - 300초의 승부
창조 오디션 - 300초의 승부는 tvN에서 방송된 텔레비전 프로그램이다. 스마트폰 오타 수정 프로그램을 개발한 '큐티'팀이 대상을 수상하여 5천만원의 주인공이 되었다.

## 기획 의도
13명의 팀이 경합을 벌이는 창업 오디션 텔레비전 프로그램이다.

## 진행자
- 1대 박수홍, 이지애 : 2014.12.18